# Beniamino Raffaello Sanguinetti
Benjamin-Raphaël Sanguinetti, né Beniamino Raffaello Sanguinetti le 8 avril 1811 à Modène et mort le 22 juin 1883 à Neuilly-sur-Seine, est un orientaliste italien.

## Biographie
Sanguinetti a commencé par étudier le droit dans son pays. À la suite des troubles politiques de 1831, il vient en France, où il fait des études de médecine. Reçu docteur en 1837 avec le droit d’exercer en France. L’année précédant l’obtention de son doctorat, il était allé, encore étudiant, étudier et combattre le choléra en Suisse. Le conseil d’État du Tessin a reconnu son dévouement avec le titre de citoyen suisse.
Mais sa vocation véritable le portait vers les études orientales ; de retour à Paris, il suit les cours de Caussin de Perceval et Reinaud, visite l’Algérie et intègre, en 1847, la Société asiatique, où il publiera nombre d’études sur la médecine arabe. Devenu le collaborateur de Charles Defrémery, il le seconde dans l’édition des Voyages d’Ibn Battûta.
Il a ses études antérieures à profit dans sa carrière d’orientaliste : sa connaissance du droit lui a permis d’écrire la biographie de Khalil, le célèbre jurisconsulte, et d’esquisser une de ces vies des professeurs musulmans du Moyen Âge, qui étaient tour à tour poètes, légistes et grammairiens ; le médecin a traduit par extraits l’histoire des médecins arabes d’Ibn Abi Usaybi'a (1856), les biographies médicales d’Al-Safadi (en) (1857), et un traité de thérapeutique arabe, qu’il a fait suivre d’un vocabulaire de termes techniques, dont un grand nombre manquaient dans les lexiques et dont il a déterminé le sens précis (1865).
En 1862, l’Italie, redevenue libre, l’avait appelé à une chaire de langues orientales ; il se rendit à son appel et professa un an à Naples ; mais sa santé l’obligea de renoncer à l’enseignement et il revint à Paris jusqu’en 1872. Il retourna alors en Italie et ne revint en France qu’en 1883, pour y mourir le 22 juin de la même année.
Il a passé les dernières années de sa vie à préparer une édition complète de l’histoire d’Ibn Abi Usaybi’a, d’après les manuscrits de Paris. Son travail, presque entièrement terminé, ayant malheureusement été devancé par une édition allemande d’August Müller (it), sa veuve l’a offert au gouvernement italien, qui l’a déposé à la bibliothèque Laurentienne de Florence.

## Publications
- avec Charles Defrémery, Voyages d'Ibn Battûta, Paris, septembre 1853, 4 vol. avec index, in-8º (lire en ligne sur Gallica).
- Notice sur Khalil, fils de Caïcaldy, extraite du dictionnaire biographique d’Assafady intitulé الوافي بالوفيات, in-8º, 1857.
- Notice sur Khalil, fils de Caïcaldy, extraite du dictionnaire biographique d’Assafady intitulé, 1857.
- Notices biographiques de quelques médecins, tirées d’un ouvrage arabe d’Assafady, 1857, in-8º.
- احكام العتيقة ou les Préceptes de l'Ancien Testament, 1859-60, in-8º.
- Ibn Abī Uṣaybiʿaẗ, Aḥmad ibn al-Qāsim Muwaffaq al-Dīn Abu al-ʿAbbās, Premier extrait de l'ouvrage arabe d'Ibn Aby Ossaïbi'ah sur l'histoire des médecins, Paris, Imprimerie impériale, 1854-56, 62, 37, 2 vol. in-8º, t. 1 sur Gallica, t. 2 sur Gallica.
- Quelques chapitres de médecine et de thérapeutique arabes [extraits du Tadkirat d’Ahmad ibn Alimad al-Kalyübi, suivi d’une liste de termes techniques et autres, 1865-6, 1853, in-8º.
- Satire contre les principales tribus arabes, Extrait du Raihân al-albâb, 1853, in-8º.